# Dentifibula turkmenorum
Dentifibula turkmenorum är en tvåvingeart som beskrevs av Boris Mamaev 1986. Dentifibula turkmenorum ingår i släktet Dentifibula och familjen gallmyggor.
Artens utbredningsområde är Turkmenistan. Inga underarter finns listade i Catalogue of Life.